# (786) Bredichina
(786) Bredichina es un asteroide perteneciente al cinturón de asteroides descubierto el 20 de abril de 1914 por Franz Heinrich Kaiser desde el observatorio de Heidelberg-Königstuhl, Alemania.
Está nombrado en honor del astrónomo ruso Fiódor Aleksándrovich Bredijin (1831-1904).